# Pan-STARRS
Pan-STARRS - Telescopio de sondeo panorámico y sistema de respuesta rápida (del inglés Panoramic Survey Telescope and Rapid Response System) - es un diseño innovador para una instalación de telescopios que obtienen imágenes de gran campo que permite observar el cielo de manera continua. Está siendo desarrollado en el Instituto de Astronomía de la Universidad de Hawái.
Mediante la combinación de espejos relativamente pequeños con cámaras digitales de gran tamaño podrá desarrollar e implementar un sistema económico de observación que será capaz de observar toda el área celeste visible en cada momento varias veces al mes.
Uno de los objetivos de Pan-STARRS es descubrir y caracterizar objetos que se aproximen a la Tierra, tanto asteroides como cometas, que pudieran representar un peligro para nuestro planeta.
El enorme volumen de imágenes producidas por este sistema proporcionará datos valiosos para muchos otros tipos de programas científicos.